# Фуразолидон
Фуразолидон (действующее вещество: 3-(5-нитро-2-фуранил)метилен-амино-2-оксазолидинон) — лекарственное средство с выраженным противомикробным действием, производное нитрофуранов. Ингибитор МАО.

## Фармакологическое действие
Активен в отношении грамположительных и грамотрицательных микробов, Trichomonas spp., Giardia lamblia. Наиболее чувствительны к фуразолидону Shigella dysenteriae, Shigella flexneri, Shigella boydii, Shigella sonnei, Salmonella enterica (включая возбудителей брюшного тифа и паратифов). Слабо влияет на возбудителей гнойной и анаэробной инфекции. Устойчивость микроорганизмов развивается медленно. Ингибирует МАО. Нитрофураны нарушают процессы клеточного дыхания микроорганизмов, подавляют цикл трикарбоновых кислот (цикл Кребса), а также угнетают иные биохимические процессы микроорганизмов, в результате чего происходит разрушение их оболочки или цитоплазматической мембраны. В результате действия нитрофуранов микроорганизмы выделяют меньше токсинов, в связи с чем улучшение общего состояния пациента возможно ещё до выраженного подавления роста микрофлоры. В отличие от многих других противомикробных лекарственных средств, они не только не угнетают, а даже активируют иммунную систему организма (повышают уровень комплемента и способность лейкоцитов фагоцитировать микроорганизмы).

## Показания
Дизентерия, паратифы, лямблиоз, сальмонеллез, пищевые токсикоинфекции.

## Противопоказания
Гиперчувствительность, терминальная стадия хронической почечной недостаточности, беременность, период лактации, детский возраст (до 1 года).
C осторожностью
Хроническая почечная недостаточность, дефицит глюкозо-6-фосфатдегидрогеназы, заболевания печени и нервной системы, возраст менее 1 месяца — для местного применения.

## Побочные эффекты
Снижение аппетита, вплоть до анорексии, тошнота, рвота, аллергические реакции (кожная сыпь, гиперемия и зуд кожи, ангионевротический отек).
При длительном применении повышает риск новообразований почек. По этой причине запрещён к использованию в США и ЕС.

## Режим дозирования
Внутрь, после еды. При дизентерии, паратифах и пищевых токсикоинфекциях — по 100—150 мг 4 раза в сутки (но не более 800 мг), в течение 5-10 дней. При лямблиозе: взрослым — по 100 мг 4 раза в день, детям — 10 мг/кг/сут, распределив суточную дозу на 3-4 приема. Высшая разовая доза для взрослых — 200 мг; суточная — 800 мг. Ранее применялся: При трихомонадных кольпитах — по 100 мг 3-4 раза в день в течение 3 дней, и одновременно во влагалище вводят 5-6 г порошка, содержащего фуразолидон с молочным сахаром в отношении 1:400-1:500, а в прямую кишку — свечи, содержащие 4-5 мг. Курс лечения — 7-14 дней. При трихомонадных уретритах — внутрь, по 100 мг 4 раза в день в течение 3 дней. Для лечения ожогов и раневых инфекций применяют местно, в виде орошения или влажно-высыхающих повязок раствором фуразолидона (1:25000).

### Передозировка
При применении завышенных доз препарата у пациентов возможно развитие токсических поражений печени, в том числе острого токсического гепатита. Кроме того, возможно развитие полиневрита (нейротоксическое действие) и гематотоксического действия фуразолидона.
Специфического антидота нет. При передозировке препарата показано промывание желудка, прием энтеросорбентов и солевых слабительных. В случае необходимости проводят мероприятия по поддержанию водно-электролитного баланса. Возможно также назначение антигистаминных препаратов и витаминов группы В.
В случае тяжелой передозировки препарата, а также при применении завышенных доз препарата у пациентов, страдающих нарушением функции почек, показано проведение гемодиализа.

#### Симптомы
Острый токсический гепатит, гематотоксичность, полиневрит.

#### Лечение
Отмена лекарственного средства, прием большого количества жидкости, симптоматическая терапия, антигистаминные лекарственные средства, витамины группы В.

## Взаимодействие
Фуразолидон в сочетании с этанолом может привести к развитию дисульфирамоподобных реакций. Антидепрессанты, ингибиторы МАО, эфедрин, амфетамин, фенилэфрин, тирамин — возможно резкое повышение артериального давления.

## Особые указания
Увеличивает угнетение кроветворения на фоне хлорамфеникола и ристомицина. Повышает чувствительность к действию этанола и может быть использован для лечения алкоголизма. Лекарственные средства, подщелачивающие мочу, снижают эффект, а подкисляющие — повышают. Аминогликозиды и тетрациклин усиливают противомикробные свойства. В ходе лечения должны соблюдаться такие же меры предосторожности, как и при использовании ингибиторов МАО. Для профилактики невритов при длительном применении необходимо сочетать с витаминами группы В.